# Gackenhof

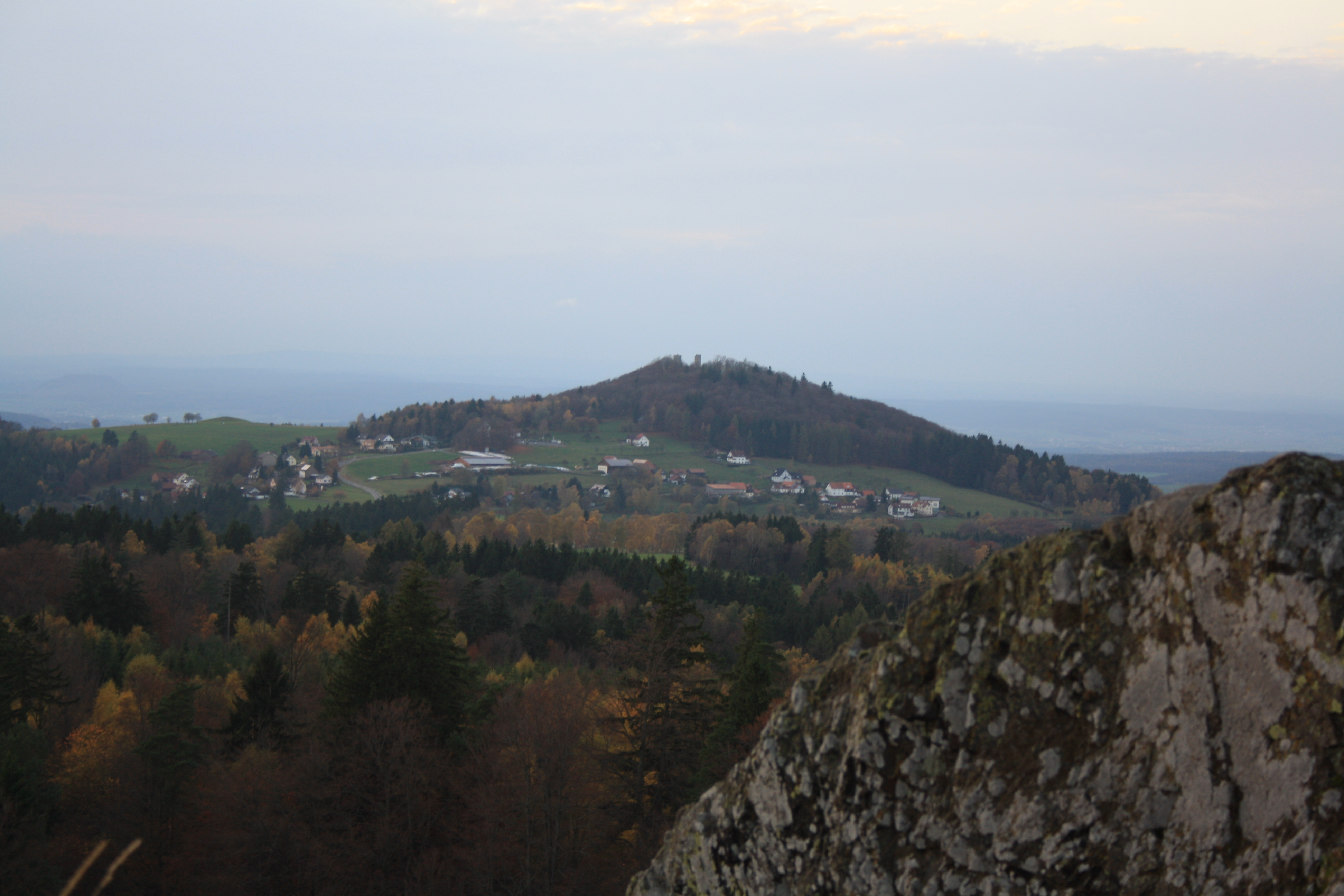
Blick auf den zu Gackenhof gehörenden Weiler Rabennest vom Wachtküppel

Gackenhof ist ein Ortsteil von Poppenhausen (Wasserkuppe) im osthessischen Landkreis Fulda. Zum Ortsteil gehören neben dem Gackenhof die Weiler Neuwart, Kuppe, Rabennest, Neufeld, Steinbruch, Bienhof, Bollrain, Storchshof, Hettenpaulshof, Danielshof, Wiegerich, Huhnrain, Huhnmühle, Hugofluss und Unteraltenweiher.
Gackenhof liegt im Biosphärenreservat Rhön südlich von Poppenhausen. Durch den Ort verläuft die Landesstraße 3330.
Erstmals urkundlich erwähnt wurde das Dorf im Jahre 1680, als es noch zum Amt Weyhers gehörte. Kirchlich ist es Poppenhausen zugeordnet. Der Ortsname wird mit Hof am steilen Abhang gedeutet.
Auf dem 577 m hohen Gackenhöfer Küppel inmitten der Ansiedlung wurde ab 1922 eine 18 m hohe Windturbine mit einem Raddurchmesser von acht Metern betrieben, die aus der Mark Brandenburg stammte. Die Turbine leistete 27–30 PS und erzeugte Gleichstrom von 110 Volt, mit dem 60 Batterien geladen wurden. Die Windkraftanlage lieferte Strom für die Weiler der Umgebung und für ein Wasserpumpwerk. Im Spätherbst 1938 wurde die Anlage abgeschaltet, da das Überlandwerk Fulda die Stromversorgung übernommen hatte.
Am 1. August 1972 wurde Gackenhof im Zuge der Gebietsreform in Hessen kraft Landesgesetz in die neu gebildete Großgemeinde Poppenhausen eingegliedert.